# Dara (cântăreață)
Nicoleta Darabană (n. 22 mai 1993, Telenești), cunoscută după numele de scenă Nicoleta Dara sau simplu Dara, este o cântăreață de muzică pop din Republica Moldova.
A devenit cunoscută după participarea în finala preselecției naționale din Republica Moldova pentru Eurovision 2012, când a interpretat piesa "Open Your Eyes", ocupând locul 3. Are o linie proprie de parfum “Dara – Open Your Eyes”.
În 2011 și-a lansat primul album intitulat Unsorted, iar în 2014 a intrat în top 30 Romanian Airplay Chart cu piesa „Fie ce-o fi” alături de Inna, Antonia și Carla's Dreams.

## Biografie

### Viața timpurie
Nicoleta Darabană s-a născut pe 22 mai 1993, în Telenești, Republica Moldova.
A început să cânte de la vârsta de trei ani. La șase ani a început să facă canto sub îndrumarea profesorului Anatol Roșcovan. La 7 ani a participat la primul concurs din viața ei ”Ti Amo” (Trofeul International Apollo Music Onești) în România. După care, în afară de canto a mai studiat pianul și chitara. 
Dara este absolventă a Colegiului Național de Comerț pe lângă ASEM, după care a început să studieze la Facultatea de Limbi Străine, specilizându-se pe engleză și spaniolă. Până în 2010 a înregistrat peste 40 de cover-uri la piese naționale și internaționale. A colaborat o vreme cu interpretul și compozitorul Eugen Doibani. Eugen Doibani și Anatol Roșcovan i-au compus o bună parte din cântecele de pe album, iar altele au fost scrise chiar de Dara. 
Din 2000 până în 2010 Dara a participat la o serie de concursuri muzicale obținând și premii:
1. Zveozdocika”, Ucraina, anul 2000:premiul II
2. ”Rainbow stars”, Jurmala, anul 2002, laureată
3. ”Steaua Elatului”, Chișinău anul 2003:premiul III
4. ”Serebrenaia Iantra”, Bulgaria, 2004:premiul II
5. ”Steaua Chișinăului”, Chișinău, 2004:premiul II
6. ”Otkrîtaia Evropa”, Moscova, 2009:premiul Mare
7. ”Tahtede Laul”, Estonia, 2009:premiul II
8. ”Suflet de stea”, România, 2009:Premiul Mare
9. ”Barza de Cristal”, Bălți, 2009:premiul III
10. ”Cerbul de aur junior”, România, 2009:premiul III
11. ”Ars Adolescentina”, Chișinău, 2009:premiul Mare
12. „Zlaten Keste”, Bulgaria, 2010, locul 4
13. „Steaua Chișinăului 2009”, Chișinău, locul 1

### Cariera
În 2010 Dara a început înregistrările pentru albumul de debut. Ea a colaborat pentru album cu Anatol Roșcovan și Eugen Doibani. A cântat la un prim concert în 2010, la Moscova, unde a interpretat două piese solo, Camino și Mi-e dor și un cover pentru piesa lui Alanis Morissette Uninvited. În 2011 și-a lansat albumul de debut, "Unsorted". 
Mai târziu și-a lansat primul single oficial Open Your Eyes, pentru care a realizat și un videoclip. Versurile piesei au fost scrise de Eugen Doibani. Odată cu single-ul Dara a lansat și o linie de parfum propriu, numit „Dara - Open Your Eyes”, creat în colaborare cu compania Viorica Cosmetic. Cu cântecul „Open Your Eyes” Dara s-a clasat pe locul 3 în finala preselecției naționale din Republica Moldova pentru Eurovision 2012. Ea a fost cea mai tânără finalistă a preselecției naționale din acel an.
În anul următor, deși s-a înscris la preselecția națională pentru Eurovision, Dara s-a retras fără a mai intra în concurs.
În 2012 Dara a lansat împreună cu Carla's Dreams dou piese în limba rusă: „Влюблены” și „Жить Выбираем”. În 2013 Dara a colaborat cu artistul ucrainean Vlad Darwin, finalist al concursului „Fabrica de Stele” din Ucraina, lansând în luna octombrie piesa „Unbroken”.
La finele lunii august 2014 Dara a lansat împreună cu Inna, Antonia și Carla's Dreams piesa „Fie ce-o fi”, care a ajuns până în top 30 al Romania Airplay Top 100.

## Discografie
Single-uri
- 2014: „Fie ce-o fi” cu Inna, Antonia și Carla's Dreams (Global Records)

Alte piese
- Despre asta
- Unbroken cu Vlad Darwin
- Sunt acasă
- Влюблены feat. Carla's Dreams
- Жить Выбираем feat. Carla's Dreams